# 倉敷義倉
倉敷義倉（くらしきぎそう）とは、江戸時代の1769年（明和6年）に、備中国窪屋郡倉敷村（現・岡山県倉敷市）の義衆ら74名の町衆だけで「義倉条約」を作成し、難民救済を行った組織と制度である。
「義倉」とは、飢饉（ききん）など非常時に備える穀物を備蓄する倉を意味する。

## 概要
倉敷義倉は、1769年（明和6年）6月、播磨屋安右衛門と岡雲臥の発起により発足した。
「義倉条約」は、義倉設立にあたって得定められた条文（二十二か条）であり、義倉の運営方法、飢饉時の対応、義衆の進退などを記してある。
「義衆」とは、賛同者69名と5か寺の74名である。
「義衆」から拠出された「義麦」（実際には相当分の銀子）を元手に融資を行い、そこから得られた利息を救済事業に充てた。
幕末期に救済時の支出増大と貸付銀の回収失敗により貯蓄が乏しくなったが、林孚一の尽力により1870年（明治3年）には続義倉が結成された。
続義倉は、1872年（明治5年）には旧来の倉敷義倉を吸収し、1898年（明治31年）11月に町へ移管して役割を終え解散した。
倉敷義倉のおかげで、天明の大凶作や、天保の大飢饉の際にも倉敷では一人の餓死者も出さなかった。

## 年表
- 1769年（明和6年） 義倉設立[4]
- 1783年（天明3年） 凶作時救済[4]
- 1829年（文政12年） 天然痘被害者救済[5]
- 1837年（天保8年） 大飢饉時救済[5]
- 1851年（嘉永4年） 前年の水害被害者救済[4]
- 1872年（明治5年） 義倉が続義倉へ合流[4]
- 1897年（明治30年） 続義倉を倉敷町へ移す[4]
- 1898年（明治31年） 事業終了[4]